# Microdon rutilus
Microdon rutilus är en tvåvingeart som beskrevs av Keiser 1952. Microdon rutilus ingår i släktet myrblomflugor, och familjen blomflugor. Inga underarter finns listade i Catalogue of Life.